# Drebber
Drebber is een gemeente in de Duitse deelstaat Nedersaksen. De gemeente maakt deel uit van de Samtgemeinde Barnstorf in het Landkreis Diepholz. Drebber telt 2.951 inwoners.
- Gemeinsame Normdatei: 4252285-7
- MusicBrainz: 53621718-8e33-4614-a26a-2e493c6e9843
- Virtual International Authority File: 241542116
- WorldCat: E39PBJcBTDcRMMbvGJYvTtPRKd